# کیت کارتر (شناگر)
کیت کارتر (به انگلیسی: Keith Eyre Carter) ‏(۳۰ اوت ۱۹۲۴ - ۳ مه ۲۰۱۳) شناگر آمریکایی بود.